# Aesculus parryi
Aesculus parryi là một loài thực vật có hoa trong họ Bồ hòn. Loài này được A.Gray mô tả khoa học đầu tiên năm 1882.